# 山野直也
山野 直也（やまの なおや、1977年9月7日 - ）は、東京都出身のレーシングドライバー。兄の山野哲也も同じレーシングドライバーである。

## プロフィール
- 身長：169cm
- 体重：57kg
- 血液型：AB型

1977年東京で生まれた後、1980年にアメリカに移住。さらに、1984年にはドイツに移住している。
1985年に日本へ帰国後、1997年にジムカーナを始める、JAF関東ジムカーナ選手権などに出場。
近年では、2006年にスーパー耐久ST4クラスでシリーズチャンピオンを獲得。
また2007年からD1ストリートリーガル選手権に、2008年からは、兄・哲也と同じSUPER GT GT300クラスにも参戦中。
2009年、JAF全日本ジムカーナ選手権に新設されたPN3クラスにGRB型スバル・インプレッサで参戦し初代チャンピオンを獲得。

## レース戦績
- 2000年
  - JAF全日本ジムカーナ選手権
  - JAF関東ジムカーナ選手権
- 2001年
  - JAF全日本ジムカーナ選手権
  - JAF関東ジムカーナ選手権
  - シビックワンメイクレース東日本シリーズ
  - ヴィッツ関東シリーズ
- 2002年
  - JAF全日本ジムカーナ選手権
  - インテグラワンメイクレース 東日本シリーズ
  - Jever Beer Macau Cup
- 2003年
  - インテグラワンメイクレース インターカップ シリーズ（シリーズ12位）
  - ATCS アジアツーリングカー選手権・Division1（1勝、 シリーズ 2位）
  - マカオギアレース
- 2004年
  - インテグラワンメイクレース インターカップ シリーズ（シリーズ6位）
  - ATCS アジアツーリングカー選手権 日本ラウンド・Division1（3位）
  - マカオギアレース
- 2005年
  - JAF全日本ジムカーナ選手権・N-3クラス＜Rd.1,3,6,7＞（1勝、シリーズ5位）
  - インテグラワンメイクレース インターカップ シリーズ＜Rd.3〜6＞（#777 Projectμ YH DC5）（1勝、シリーズ7位）
- 2006年
  - スーパー耐久・ST4（Project μ Racing Team #999 P.MU Racing MACAU YH INTEGRA）（4勝、シリーズチャンピオン）
  - D1選手権（シルビア／S15）
- 2007年
  - スーパー耐久・ST1（Project μ Racing Team #1 euroMEVIUS MACAU ADVAN PORSCHE）（シリーズ3位）
  - D1ストリートリーガル選手権＜Rd.2〜4,7＞（シルビア／S15）
- 2008年
  - SUPER GT・GT300クラス＜Rd.1〜7＞（TEAM MACH #5 プロμ マッハ号 320R／VEMAC 320R C32B）
  - D1ストリートリーガル選手権＜Rd.2〜4,7＞（シルビア／S15）
- 2009年
  - JAF全日本ジムカーナ選手権・PN3クラス＜Rd.6,7,9＞（2勝、シリーズチャンピオン）
  - SUPER GT・GT300クラス（TEAM RECKLESS with SHIFT #30 RECKLESS KUMHO IS350／GSE21 RV8J）
- 2010年
  - JAF全日本ジムカーナ選手権・PN3クラス＜Rd.2,3,4,6,7,9＞（3勝、シリーズチャンピオン）
  - スーパー耐久＜Rd.2,3＞
- 2011年 - SUPER GT・GT300クラス＜FSC＞（Team SG CHANGI #14 SG CHANGI IS350）

### SUPER GT
| 年     | チーム                      | 使用車両             | クラス | 1      | 2      | 3      | 4      | 5       | 6      | 7      | 8       | 9      | 順位 | ポイント |
| ------ | --------------------------- | -------------------- | ------ | ------ | ------ | ------ | ------ | ------- | ------ | ------ | ------- | ------ | ---- | -------- |
| 2007年 | RE雨宮レーシング            | マツダ・RX-7         | GT300  | SUZ    | OKA    | FSW    | SEP    | SUG     | SUZ 11 | TRM    | AUT     | FSW    | NC   | 0        |
| 2008年 | TEAM MACH                   | ヴィーマック・320R   | GT300  | SUZ 14 | OKA 10 | FSW 10 | SEP 14 | SUG Ret | SUZ 10 | TRM 10 | AUT 18  | FSW 10 | 28位 | 5        |
| 2009年 | SHIFT                       | レクサス・IS350      | GT300  | OKA 8  | SUZ 17 | FSW 11 | SEP 7  | SUG 15  | SUZ 9  | FSW    | AUT     | TRM    | 19位 | 9        |
| 2012年 | Team SGC                    | レクサス・IS350      | GT300  | OKA    | FSW    | SEP    | SUG    | SUZ     | FSW    | AUT 13 | TRM Ret |        | NC   | 0        |
| 2014年 | TEAM MACH                   | 日産・GT-R NISMO GT3 | GT300  | OKA    | FSW    | AUT 20 | SUG    | FSW     | SUZ 18 | CHA    | TRM     |        | NC   | 0        |
| 2016年 | Excellence Porsche Team KTR | ポルシェ・911 GT3R   | GT300  | OKA 22 | FSW 23 | SUG 14 | FSW 24 | SUZ 7   | CHA 7  | TRM 2  | TRM 5   |        | 10位 | 30       |